# Saonara
Saonara ist eine nordostitalienische Gemeinde (comune) mit 10.539 Einwohnern (Stand 31. Dezember 2023) in der Provinz Padua in Venetien. Die Gemeinde liegt etwa 9 Kilometer südöstlich des Stadtkerns von Padua. Saonara grenzt unmittelbar an die Provinz Venedig.

## Geschichte
Die Gemeinde ist bereits in der römischen Antike als Siedlung bzw. als Stadt bekannt gewesen.